# Área de Proteção Ambiental da Região Serrana de Petrópolis
A Área de Proteção Ambiental da Região Serrana de Petrópolis está localizada no estado do Rio de Janeiro. O bioma predominante é o da Mata Atlântica.